# 1784 az irodalomban

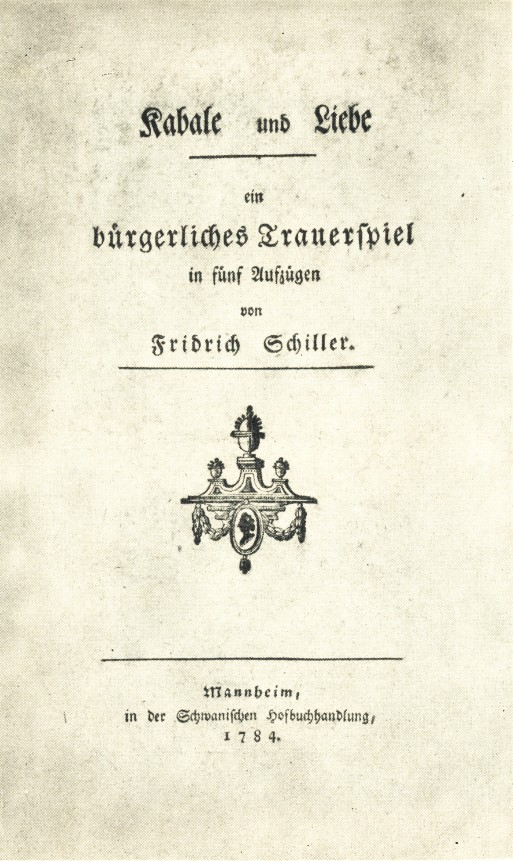
Ármány és szerelem (1784)

Az 1784. év az irodalomban.

## Megjelent új művek

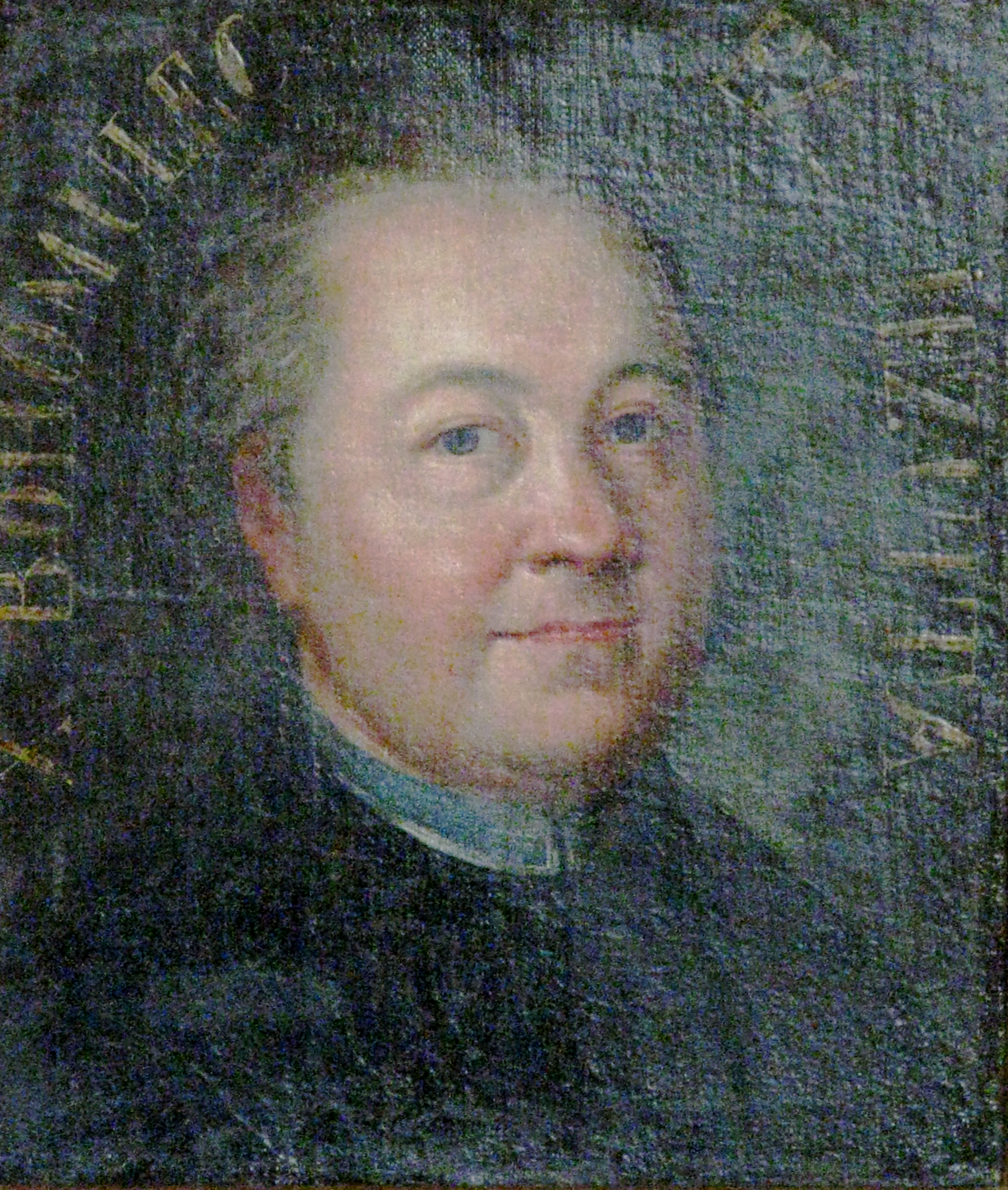
Franciszek Bohomolec

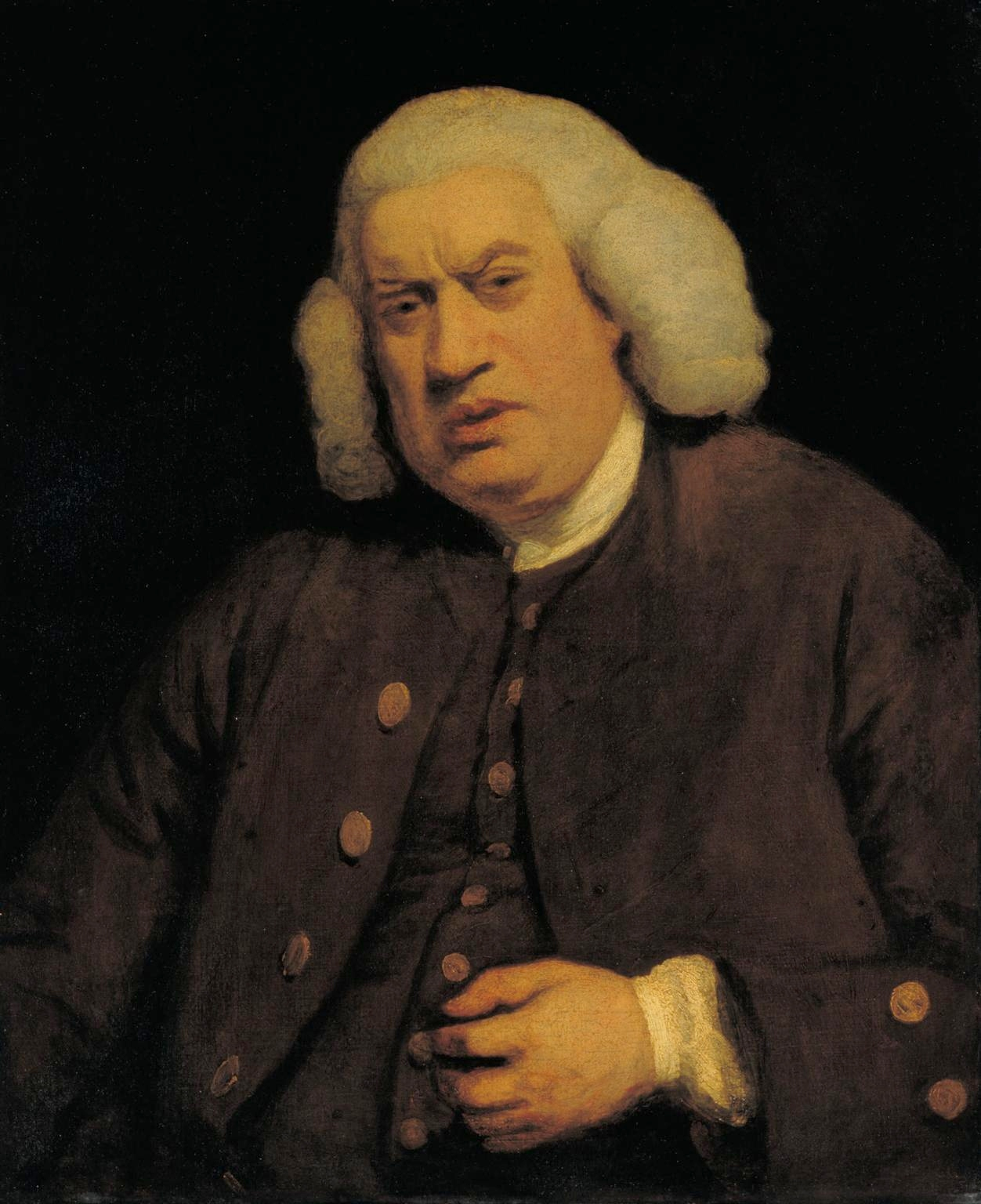
Samuel Johnson

- Bernardin de Saint-Pierre francia szerző: Études de la nature (Tanulmányok a természetről).

### Dráma
- Friedrich Schiller: Ármány és szerelem (Kabale und Liebe) (megjelenés és bemutató).
- április 27. – Beaumarchais vígjátéka: Figaro házassága (La Folle journée, ou le Mariage de Figaro); az 1778-ban írt darab első nyilvános bemutatója.

## Születések
- december 7. – Allan Cunningham skót költő († 1842)
- 1784 – Muhamet Çami albán költő, a muzulmán tradíciójú bejtedzsi irodalom jelentős alakja († 1844)

## Halálozások
- április 24. – Franciszek Bohomolec lengyel drámaíró, nyelvész, színházi reformer, az udvari nyomda vezetője (* 1720)
- július 31. – Denis Diderot francia író, materialista filozófus, a nagy francia enciklopédia, az Encyclopédie főszerkesztője, szervezője (* 1713)
- szeptember 5. – Ányos Pál pálos szerzetes, a magyar szentimentalizmus költészetének képviselője (* 1756)
- december 13. – Samuel Johnson angol költő, kritikus, szótáríró, a felvilágosodás korának kiemelkedő személyisége (* 1709)
- 1784 – Josza Buszon vagy Josza no Buszon japán haiku-költő és festő, az Edo-kor egyik legnagyobb költője (* 1716)